# Sima Marković
Sima Marković (v srbské cyrilici Сима Марковић, 8. listopadu 1888 Kragujevac - 19. dubna 1939 Moskva) byl jugoslávský meziválečný srbský politik z Komunistické strany. Vzděláním byl matematik.
Marković vstoupil do KSJ v roce 1920 a již na 2. kongresu strany byl zvolen za jejího ústředního tajemníka. Roku 1921 se stal jedním z členů Ústředního výboru Kominterny. V komunistické straně se zabýval řešením národnostní otázky jugoslávského království. Kvůli kritizce ze strany podstatné části členstva jugoslávské komunistické strany, podporované Stalinem však jeho moc postupně slábla a v roce 1928 byl nakonec vyloučen z KSJ. Přestěhoval se do Sovětského svazu, avšak tam byl nakonec zatčen, obviněn z přípravy trockistického povstání a spolupráce s britskou výzvědnou službou a nakonec popraven. V roce 1958 byl rehabilitován.